# Canton de Brive-la-Gaillarde-Centre
Pour les articles homonymes, voir Canton de Brive-la-Gaillarde (homonymie).
Le canton de Brive-la-Gaillarde-Centre est une ancienne division administrative française située dans le département de la Corrèze, en région Limousin.

## Histoire
Le canton de Brive-la-Gaillarde-Centre est issu de la partition en 1982 du canton de Brive-la-Gaillarde-Nord et du canton de Brive-la-Gaillarde-Sud.

### Redécoupage cantonal de 2014-2015
Par décret du 24 février 2014, le nombre de cantons du département passe de 37 à 19, avec mise en application aux élections départementales de mars 2015. Le canton de Brive-la-Gaillarde-Centre est supprimé à cette occasion, la ville étant alors divisée en quatre nouveaux cantons (cantons de Brive-la-Gaillarde-1 à -4).

## Géographie
Ce canton faisait partie de la commune de Brive-la-Gaillarde dans l'arrondissement de Brive-la-Gaillarde. Son altitude variait de 102 m à 315 m pour une altitude moyenne de 142 m.

## Administration
| Période | Période          | Identité            | Étiquette | Qualité |
| ------- | ---------------- | ------------------- | --------- | --- |
| 1982    | 1988 (démission) | Jean Charbonnel     | DVD       | Conseiller-maître à la Cour des comptes Maire de Brive-la-Gaillarde (1966-1995) Secrétaire d'État (1966-1967 et 1972-1974) Député (1962-1966, 1968-1972, 1974-1978 et 1986-1993) |
| 1988    | 1992             | Odette Neuville     | DVD       | Infirmière, cadre hospitalière Maire-adjoint de Brive-la-Gaillarde |
| 1992    | 1995 (démission) | Bernard Murat       | RPR       | Directeur de société Député (1993-1997) Sénateur (1998-2008) Maire de Brive-la-Gaillarde (1995-2008)                                                                             |
| 1995    | 2004             | Jean-Baptiste Dupuy | RPR       | adjoint au maire de Brive-la-Gaillarde (1966-1995) |
| 2004    | 2015             | Frédéric Soulier    | UMP       | Cadre supérieur Député (2002-2007) Conseiller municipal de Brive-la-Gaillarde (1995-2004 et 2008-2014) Maire de Brive-la-Gaillarde depuis 2014                                   |

### Élections cantonales des 21 et 28 mars 2004
Source : Ministère de l'Intérieur, de l'Outre-mer et des Collectivités territoriales
1er tour
- Véronique Seille (PS) - 23,54 %
- Frédéric Soulier (UMP) - 45,25 %
- Étienne Patier (Initiative Gaulliste) - 10,94 %
- Rosie Del Pellegrino (FN) - 9,00 %
- Nicole Boisseau (Les Verts) - 6,17 %
- Pascal Archain (PCF) - 5,10 %

2e tour
- Véronique Seille (PS) - 39,94 %
- Frédéric Soulier (UMP) - 60,06 % - Élu

## Composition
Le canton de Brive-la-Gaillarde-Centre se composait uniquement d’une fraction de la commune de Brive-la-Gaillarde. Il comptait 7 916 habitants (population municipale) au 1er janvier 2012.
| Nom                            | Code Insee | Intercommunalité      | Population (dernière pop. légale)              |
| ------------------------------ | ---------- | --------------------- | ---------------------------------------------- |
| Brive-la-Gaillarde (chef-lieu) | 19031      | CA du Bassin de Brive | Fraction : 7 916(2012) Commune : 46 961 (2014) |

## Démographie
| 1982 | 1990  | 1999  | 2006  | 2011  | 2012  |
| ---- | ----- | ----- | ----- | ----- | ----- |
| -    | 8 083 | 8 257 | 8 830 | 8 159 | 7 916 |